# Cricotopus fuscatus
Cricotopus fuscatus är en tvåvingeart som beskrevs av Wirth 1957. Cricotopus fuscatus ingår i släktet Cricotopus och familjen fjädermyggor.
Artens utbredningsområde är Kalifornien. Inga underarter finns listade i Catalogue of Life.